# Râul Pustia
Râul Pustia este un curs de apă, afluent al râului Secaș. 